# 森肯貝格自然研究會
森肯贝格自然研究协会（德語：Senckenberg Gesellschaft für Naturforschung）簡稱SGN，是一个德国学术协会，由德国联邦和州政府资助，总部设在美因河畔法蘭克福。協會主要研究生物和地球科学方面的領域，研究重点是生物多样性、进化和气候变化，旨在保护自然资源和保护生物物种。另一个关注点是向 "非科学家 "传播科学，为此它在法兰克福、德累斯顿和格尔利茨等地经营自然博物馆。

## 介紹
根據森肯贝格自然研究协会的章程，該協會的使命是 "进行自然历史研究"，通过博物馆和特别展览、讲座、适当的活动和出版物使其研究成果为公众接收到研究成果。 该协会由法兰克福市民在约翰-沃尔夫冈-冯-歌德的倡议下于1817年11月22日成立，并以医生、自然学家、植物学家和慈善家約翰．克里斯提安．森根堡命名。它总共雇用了800多人，包括300多名科学家（截至2016年11月）。
它与森肯贝格在1763年创立的森肯贝格博士基金会共享森肯贝格的名字，但却是兩者確是相独立的组织。森肯贝格自然研究会拥有多个研究机构和博物馆，如森肯贝格自然博物馆和格尔利茨自然博物馆。

## 研究
森肯贝格自然研究协会的核心研究课题是生命的多样性，即生物多样性。还研究了生物多样性與其他地球科学子系统，如：大气、水、冰、土壤和岩石的关系和互动。森肯贝格用 "地球生物多样性研究 "一词来形容这种综合研究方法。主要會对过去和现在进行研究调查，并对未来的发展进行了模拟，這些研究的目的是为了全面了解地球上的生命，以便能够有效地保护和养护它。森肯贝格的研究分为四个领域：
- 生物多样性和系统学：对生物体及其进化的研究，如描述新物种和扩大科学收藏。例子是在森肯贝格甲藻类研究中心，对水生食物鏈的核心单细胞生物进行分类描述、研究，并在網路上提供现有知识。[4]
- 生物多样性和生态系统健康：以研究为重点的地球生態環境调查。[5]
- 生物多样性和气候：分析生物多样性的变化和气候的变化之间的联系。例如：森肯伯格生物多样性和气候研究中心对登革热和疟疾的传播和控制进行研究，由于气候变化，蚊子传播的传染病数量在全世界范围内不断增加，包括在欧洲。
- 生物多样性和地球系统动力学：调查地质过程及其对改变生物圈的作用。例如：森肯贝格的科学家们正在研究喜马拉雅山脉的形成如何影响了那里的生物及其栖息地的进化，并使该地区的物种特别丰富。

## 外部連結
- 森肯貝格自然研究會 （页面存档备份，存于）